# Монтеланико
Монтела̀нико (на италиански: Montelanico) е село и община в Централна Италия, провинция Рим, регион Лацио. Разположено е на 297 m надморска височина. Населението на общината е 2190 души (към 2012 г.).